# گوستاو بیشف
گوستاو بیشف (آلمانی: Gustav Bischof؛ ۱۸ ژانویهٔ ۱۷۹۲ – ۳۰ نوامبر ۱۸۷۰) یک شیمی‌دان اهل آلمان بود.